# 로버트 본
로버트 본(Robert Vaughn, 1932년 11월 22일 ~ 2016년 11월 11일)은 미국의 배우이다.

## 영화
- 십계 (1956년 영화)
- 영 필라델피안스
- 황야의 7인
- 0011 나폴레옹 솔로 - 구사일생
- 0011 나폴레옹 솔로 - 대돌파
- 0011 나폴레옹 솔로 - 지옥특파
- 0011 나폴레옹 솔로 - 원 오브 아워 스파이스 이즈 미싱
- 0011 나폴레옹 솔로 - 스파이 인 더 그린 햇
- 0011 나폴레옹 솔로 - 가라데 킬러
- 0011 나폴레옹 솔로 - 헬리콥터 스파이스
- 0011 나폴레옹 솔로
- 블리트 (1968년 영화)
- 레마겐의 철교
- 타워링
- 프로테우스 4
- 하와이 파이브-O
- 암살 지령 (1980년 영화)
- 바이러스 (1980년 영화)
- 슈퍼맨 3
- 블랙 문 라이징
- 델타 포스 (영화)
- 조의 아파트
- 베이스켓볼

## 텔레비전
- 보난자 (드라마)
- 첩보원 0011
- 형사 콜롬보
- 하와이 파이브-O
- 라인강의 철십자
- 제시카의 추리극장
- A 특공대
- 타트오르트
- 못말리는 유모
- 시티 레인져
- 허슬 (드라마)
- 코로네이션 스트리트